# List z Jamajki
List z Jamajki (hiszp. Carta de Jamaica) – list napisany 6 września 1815 roku przez Simóna Bolívara w odpowiedzi na pismo wystosowane przez Henry'ego Cullena, w czasie pobytu libertadora na Jamajce. W liście tym Bolívar przedstawia koncepcję polityczną zakładającą powołanie federacji lub konfederacji krajów Ameryki Łacińskiej. Jako wspólny mianownik łączący przyszłe państwa Bolívar wskazał ten sam język, obyczaje, religię oraz pochodzenie. Z drugiej strony zwrócił jednak uwagę na przeszkody, takie jak różnice klimatyczne, czy też wielkość obszaru. Dalsza część listu poświęcona jest na opis konieczności wspólnej walki z Hiszpanami oraz znalezienia odpowiedniego protektora, wspierającego koncepcje reformatorskie.